# Társadalmi tőke
A társadalmi tőke az emberek közötti kapcsolatokban megbúvó erőforrás, mely a kapcsolatok mennyiségének, minőségének és struktúrájának függvénye. Az emberi kapcsolatokban áramló energia elősegítheti az egyén boldogulását, de egyúttal elősegítheti a kollektív cselekvést is és ezáltal egy egészséges és prosperáló társadalom fenntartását.

## A társadalmi tőke elméletei
A szociológusokat és antropológusokat már régóta foglalkoztatja a társadalmi hálózatok kérdése: miként szolgálnak a társadalmi kapcsolatok rendszerei a különböző feladatok elvégzésének eszközeiként, illetve hogyan biztosítanak rendet és adnak értelmet a társadalmi életnek. A fogalom karrierjét a nyolcvanas években kezdte Pierre Bourdieu francia szociológus munkája által, de igazán népszerűvé James Samuel Coleman, majd Robert D. Putnam olasz, de különösen amerikai társadalmi tőkéről szóló műveivel vált.
A társadalmon belüli hálózat kimutatásának egyik legismertebb kísérlete Stanley Milgram amerikai pszichológus nevéhez fűződik, aki a kisvilág-tulajdonságot vizsgálva az 1960-as évek végén véletlenszerűen kiválasztott embereket igyekezett postai levéllel összekötni (hat lépés távolság). Mark S. Granovetter amerikai gazdaságszociológus ezeknek a kapcsolatoknak az erősségét, azaz a társadalmi tőke jelenlétét kívánta kimutatni a hálózatelmélet eszközeivel az 1970-es években.
Bourdieu három tőkefajtát különböztetett meg: a gazdasági, a kulturális és a társadalmi tőkét. Ezen erőforrások birtoklását és továbbörökítését az úgynevezett szimbolikus tőke garantálja. Bourdieu elmélete szerint a tőkefajták birtoklása segíti az uralkodó osztályt hatalmának megtartásában a társadalmi élet különböző mezein.
A Bourdieu szerint a társadalmi tőke az azon erőforrások összessége, mely a kapcsolatok tartós, többé-kevésbé intézményesült rendszeréhez, más szavakkal egy bizonyos csoporthoz tartozáshoz kötődik. Az egyén által birtokolt társadalmi tőke nagysága egyrészt azon kapcsolatok hálójának kiterjedtségétől függ, amelyeket ténylegesen mozgósítani tud, másrészt azon másféle tőke nagyságától, amelyet azok birtokolnak, akikkel kapcsolatban áll. A csoporthoz való tartozás az egyén számára hitelképességet kölcsönöz, mert az egyes csoporttagok által birtokolt tőke összessége mindannyiuk számára biztosítékul szolgál.
Coleman szerint a társadalmi tőke fogalma, mint a cselekvést elősegítő erőforrás a társadalmi struktúra bevezetését jelenti a racionális döntések paradigmájába. Coleman szerint a társadalmi tőke az aktorok közötti kapcsolatok struktúrájában jelenik meg, ami bizonyos cselekvéseket segít elő.
Coleman a társadalmi tőke három formáját mutatja ki. A társadalmi tőke megjelenik kötelezettségek és elvárások formájában, melyek a társadalmi környezet megbízhatóságán alapulnak. Másodsorban a társadalmi struktúra képessége az információ áramlás biztosítására, mely a társadalmi cselekvés alapját képezi. Harmadsorban a megfelelő szankciók rendszerével megerősített hatékony normák jelenléte.
A társadalomban bizonyos aktorok szívességet tesznek másoknak, ilyenkor az előbbi elvárásokat fogalmazhat meg az utóbbival szemben, ez utóbbi lekötelezettjévé téve. Az ilyen típusú kapcsolatok fennmaradása a társadalmi környezetben meglévő bizalmon alapul, azaz hogy az adott „kölcsönt” „visszafizeti” a fogadó fél. Egy olyan társadalom, amelyben „kihelyezett” szívességek száma minden időben nagy, a tagjai számára mozgósítható társadalmi tőke szintje magas marad.
A társadalmi kapcsolatokban áramló információ is fontos formája a társadalmi tőkének. Az információ a cselekvés alapját képezi, de megszerzése költséges. A társas kapcsolatok jól használhatók fel információszerzésre mutat rá Coleman.
Minden társadalmi kapcsolat társadalmi tőke forrása lehet, de bizonyos formái különösen kedvezőek a társadalmi tőke képződéséhez. Normák megjelennek, hogy korlátozzanak negatív külső hatásokat vagy elősegítsenek pozitívakat. A normák megjelenésének szükséges de nem elégséges feltétele a társadalmi kapcsolatok zártsága. Ha egy cselekvő negatív hatást gyakorol a környezetére az effektív szankció valószínűsége nő, amennyiben a környezetében lévő aktorok közvetlenül is kapcsolódnak egymáshoz. A zárt társadalmi struktúra növeli a bizalom szintjét és így a szívességek és tartozások elterjedését a társadalomban.
A Granovetteri társadalmi tőke koncepció a szociometriai és antropológiai hagyományban gyökerezik, és megállapítja, hogy a kapcsolatokból kinyerhető erőforrás mennyisége és minősége nagyban függ a kapcsolatháló szerkezetétől. Bevezeti a gyenge és erős kötések fogalmát. Két aktor közötti kötés erősségét az azt jellemző érzelmi töltés, és a rá fordított idő határozza meg. Megállapítja, hogy az egyént körülvevő klikk szoros kötésekkel kapcsolódik az egóhoz, és a kapcsolatoknak ebben a rendszerében a tranzitivitás szabálya az iránymutató, azaz nagy valószínűséggel, ha A barátja B-nek, és B barátja C-nek, akkor A barátja C-nek. Ebből az is következik, hogy minél szorosabb kapcsolat van két aktor között annál nagyobb mértékben fog a két személy baráti köre egybe esni. A gyenge kötéseket ezzel szemben alacsony érzelmi intenzitás és alacsony idő ráfordítás jellemzi, a tranzitivitás követelménye pedig nem áll fent. Az ilyen gyenge kötések gyakran nyúlnak a csoporton kívülre: ezek a messzebbre nyúló gyenge kötések gyakran szolgálnak hídként, nemcsak az ego és ismerőse között, de rajtuk keresztül az őket körülölelő közeli barátok hálója között. Granovetter kimutatja, hogy ez utóbbi típusba tartozó nexusok fontos szerepet töltenek be az egyén és a társadalom működésében. A gyenge kötések tehát hozzásegítik az egyént, hogy a saját környezetének kapacitásán túlmutató erőforrásokhoz is hozzáférjen. Azok az indivíduumok, melyek híján vannak a gyenge kötéseknek, saját közegük provinciális nézeteit és redundáns híreit fogják csak meghallani, és megfosztják magukat a társadalmi rendszer távoli szegleteiből áramló információtól. Granovetter elméletének empirikus tesztelése során bebizonyítja, hogy munkalehetőségekről sokkal hatékonyabban értesülünk a gyenge kötéseinken keresztül. Érvelése makro szinten is értelmezhető, Granovetter leszögezi, hogy a társadalom, amiben hiányoznak a gyenge kötések az információ lassan terjed, a faji, vallási, geográfiai és egyéb alapokon létrejövő társadalmi csoportok között megnehezül a kommunikáció: a társadalom töredezik.